# Jean (roi de Danemark)
Pour les articles homonymes, voir Jean Ier et Jean.
 (février 2019).
Si vous disposez d'ouvrages ou d'articles de référence ou si vous connaissez des sites web de qualité traitant du thème abordé ici, merci de compléter l'article en donnant les références utiles à sa vérifiabilité et en les liant à la section « Notes et références ».
Jean Ier (en danois : Hans af Danmark, Norge og Sverige), né le 2 février 1455 à Aalborg (union de Kalmar) et décédé le 20 février 1513 à Aalborg (union de Kalmar), fut roi de Danemark (1481-1513), de Norvège (1483-1513) et de Suède (1497-1501, comme Jean II) durant l’union de Kalmar, ainsi que duc de Schleswig-Holstein.

## Biographie

### Naissance et famille

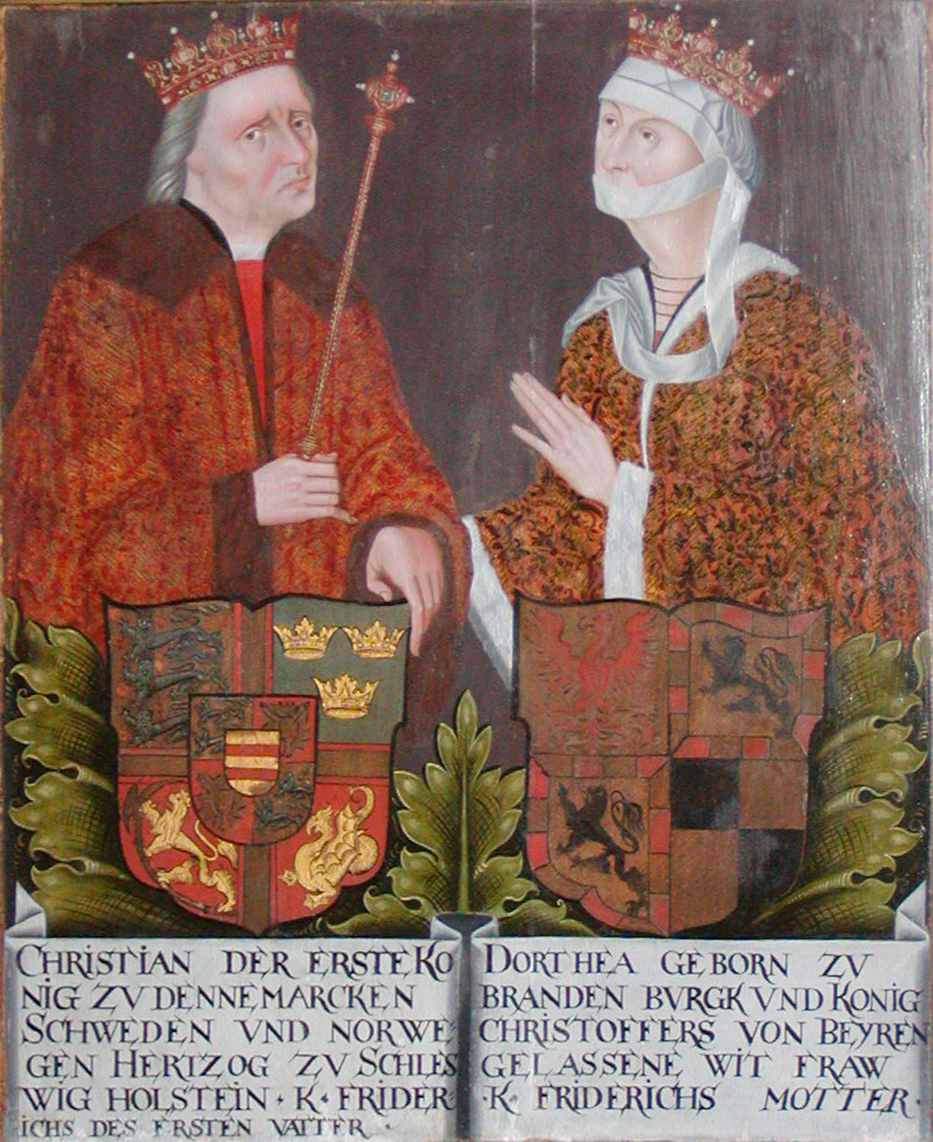
Les parents de Jean, le roi Christian Ier de Danemark et la reine Dorothée.

Jean naît le 2 février 1455 au château d'Aalborghus, dans la ville d'Aalborg, dans le nord du Jutland, au Danemark. Il est le troisième fils du roi Christian Ier de Danemark, et de Dorothée de Brandebourg-Kulmbach, la petite-fille de l'électeur Frédéric Ier de Brandebourg. Son prénom lui vient de son grand-père maternel, le margrave Jean IV de Brandebourg-Culmbach. Il a deux frères ainés, Olaf et Knud, une sœur cadette, Marguerite, et un frère cadet, Frédéric. Après la mort de ses deux frères aînés, il devient le fils aîné survivant des parents. Il deviendra le premier roi né au Danemark depuis plus de 100 ans — - ses prédécesseurs venaient de ce qui est aujourd'hui l'Allemagne, la Pologne ou la Norvège. Ses deux parents venaient du nord de l'Allemagne.

### Accession au trône

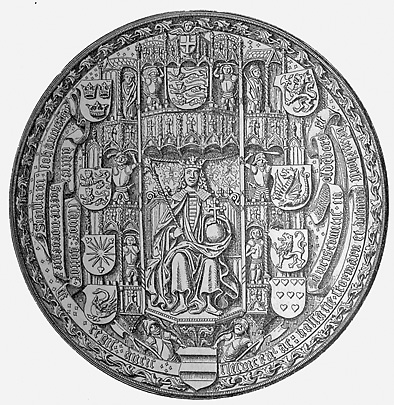
Sceau de Jean Ier.

Les pays nordiques étaient des monarchies électives, mais Christian Ier avait fait en sorte que son fils aîné soit élu héritier désigné du trône dans tous les pays : au Danemark en 1456 et en Norvège et en Suède lors d'une réunion à Skara le 19 janvier 1458 ; d'ailleurs, le 20 mai 1466, les ordres des duchés de Schleswig et Holstein l'avaient déclaré successeur du père, pourvu qu'il fût le fils unique. Si d'autres fils arrivaient, la question devait être réglée lors d'une réunion des conseillers danois et des conseillers fonciers des duchés.
Après le mort du père en 1481, en vertu de l'ancien accord, il devait être élu par les états du Royaume, ce qui fut fait en mai 1482. Il lui restait encore à être nommé roi de Norvège et de Suède, ce à quoi l’union de Kalmar lui donnait droit. Le Conseil privé Norvégien le reconnait comme roi en 1483 et il peut être couronné. Le Conseil privé de Suède fait de même plus tard dans l’année, mais Sten Sture, le régent, parvient à repousser son couronnement. Sten Sture gouvernait de facto la Suède, mais il s’est toujours abstenu de se faire couronner afin de ne pas violer ouvertement les droits du roi.
Jean dut également se faire couronner à la tête de ses vassaux, les duchés de Schleswig et de Holstein. Selon le Traité de Ribe, les diètes des duchés étaient libres d'élire leur duc parmi les fils du duc précédent. La reine mère, Dorothée de Brandebourg-Kulmbach, fit tout son possible pour que ce soit son frère cadet, Frédéric, qui soit élu. Jean parvient tout de même à se faire élire comme co-duc aux côtés de son frère, en 1482. Bien qu'il ait été convenu qu'ils devaient gouverner les duchés ensemble, les duchés sont divisés à la majorité de Frédéric, en 1490. Ce succès de Jean permet toutefois que les duchés ne soient pas tout à fait séparés de la couronne.
Durant les années qui suivent, Frédéric et sa mère, Dorothée de Brandebourg-Kulmbach, demandent à plusieurs reprises que la Norvège et la Suède soient divisées de la même manière que les deux duchés. Jean Ier parvient à s'y opposer et, lors de la troisième réunion des États du Royaume, en 1494, à Kalundborg, le royaume est déclaré indivisible.

### Règne
Les trois buts politiques les plus importants du roi Jean semblent avoir été la recréation de l'unité, la lutte contre la Ligue hanséatique et le renforcement du pouvoir royal au Danemark. Il essaya d'obtenir ces trois choses durant son règne.
Durant les premières années de son règne, il mène une politique équilibrée. Il essaye, par des moyens diplomatiques, d’affaiblir la position du régent de Suède, Sten Sture, et de chercher de nouveaux alliés. Il est ainsi le premier roi danois à avoir conclu un accord de coopération politique avec la Russie. À la suite du traité de 1493, le tsar Ivan III emprisonne tous les marchands de la Hanse établis à Novgorod et provoque la guerre russo-suédoise de 1495-1497. Les villes de la Hanse sont également attaquées par des corsaires danois. À cette époque, la position de la Hanse décline petit à petit en raison des changements des routes commerciales, dues aux nouvelles découvertes géographiques, et à l’opposition croissante qu’elle doit affronter parmi les États d’Europe du Nord.
La politique domestique de Jean Ier est marquée par l’appui économique apporté aux marchands et par l’emploi croissant de roturiers aux postes officiels — et même comme conseillers — malgré la colère de la noblesse. Son initiative la plus importante est peut-être le début de la construction d’une flotte danoise permanente, qui jouera d’ailleurs un rôle durant les dernières années de son règne.
En 1495, avec une flotte de 18 navires, il part rejoindre Kalmar pour y rencontrer Sten Sture, mais son navire amiral, le Gribshunden fait naufrage après un incendie. En 1497, Jean conquiert la Suède au cours d’une brève et efficace campagne militaire après avoir miné la position de Sten Sture en acquérant à sa cause l’essentiel de la noblesse suédoise. À la tête d’une armée de 10 000 à 15 000 hommes, il conquiert d’abord Kalmar avant de s’embarquer sur une flotte et de débarquer à Stäket, au nord de Stockholm. Sten Sture, à la tête d’une armée de paysans, doit abandonner la ville et est vaincu à deux reprises lors de grandes batailles. Jean est couronné roi de Suède en novembre ; il se montre sage et pardonne à ses ennemis après la conquête.
En 1500, il fait l’acte qui est encore aujourd’hui le plus relié à son nom au Danemark : la tentative fatale de conquérir la Dithmarse, en Allemagne du nord, qui constituait alors une république paysanne indépendante (en allemand : Bauernrepublik). Il conduit, avec son frère Frédéric, une campagne à grande échelle avec une armée composée essentiellement de mercenaires allemands, comptant 12 000 à 15 000 hommes au total. L'armée ducale est battue à plate couture par une armée paysanne bien inférieure en nombre lors de la bataille de Hemmingstedt qui a lieu le 17 février 1500. La plupart de ses soldats sont capturés par les paysans dithmarses armés, qui les avaient entraîné dans un piège après avoir ouvert les digues des zones de basse-terre. Cette campagne se transformera alors en une catastrophe militaire.
La défaite ébranle le prestige du roi et, en 1501 déjà, la Suède proclame son indépendance. La reine Christine doit s’enfermer dans son château à Stockholm avec un millier de soldats. Après un siège de sept mois, les 70 survivants quittent le château en échange de la promesse de pouvoir rentrer au Danemark sains et saufs. La promesse ne sera pas respectée et la reine restera emprisonnée jusqu’en 1503.
Au cours des années suivantes, Jean conduit une guerre toujours plus rude contre Sten Sture et son successeur, Svante Nilsson Sture, au cours de laquelle il se montre déséquilibré et sujet aux actes de violence. La guerre conduit à des frictions avec la noblesse danoise et les villes de la Ligue hanséatique, notamment avec Lübeck. En 1509, la guerre se termine avec un traité qui reconnaît Jean Ier comme roi de Suède, mais laisse en réalité le pouvoir aux Suédois.

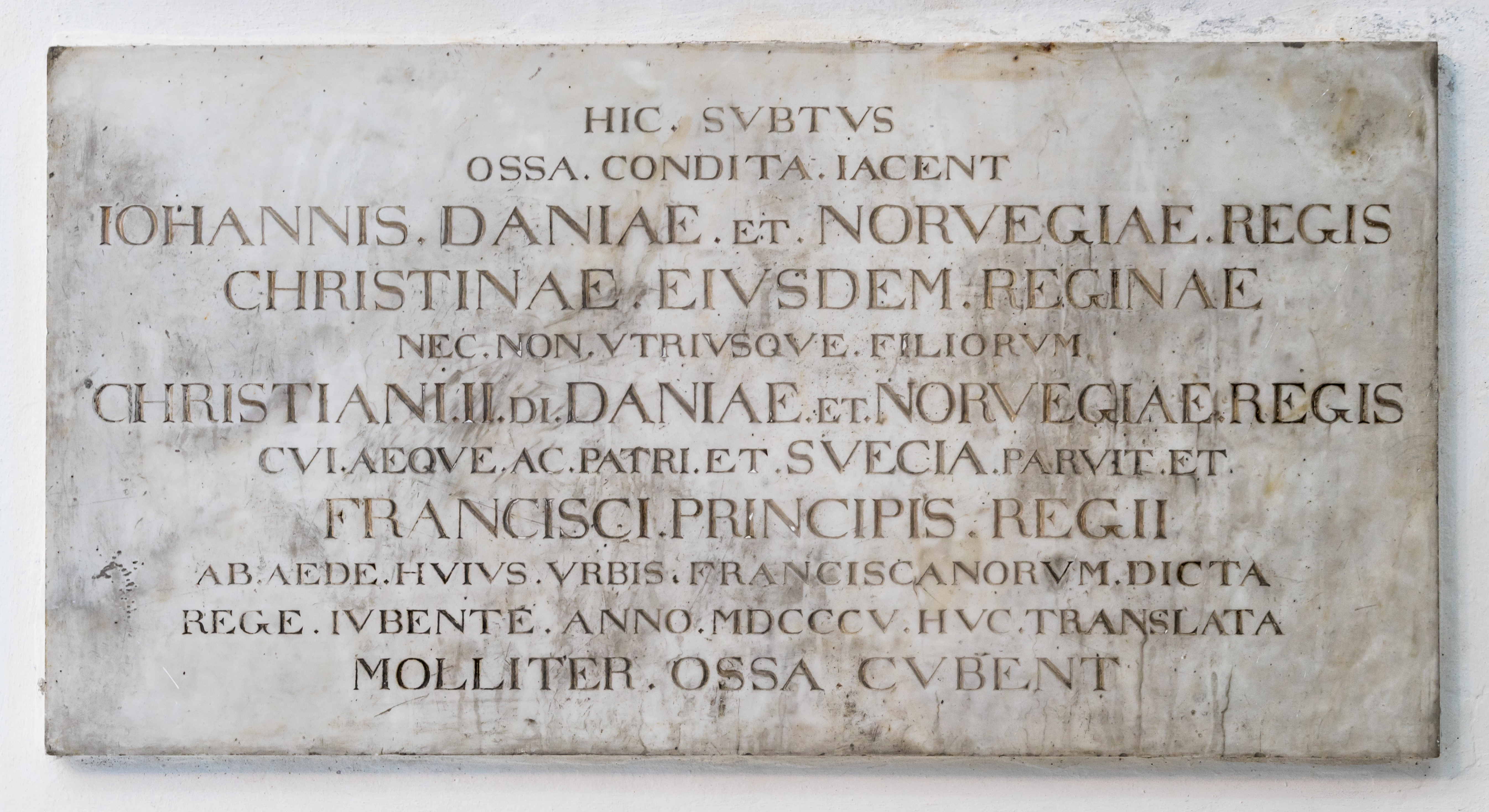
Plaque funéraire du roi Jean Ier et de sa famille dans la cathédrale Saint-Knud d'Odense, Danemark.

Les tentatives d’opposition norvégiennes sont, elles, muselées par le fils de Jean, Christian, qui est alors vice-roi de Norvège. Entre 1510 et 1512, le roi mène une guerre contre la Suède et Lübeck, au terme de laquelle qui aboutit à un statu quo pour la Suède, mais un réel recul économique et politique pour Lübeck. Cette dernière voit certes ses privilèges confirmés dans les pays nordiques, mais doit accepter la venue des marchands hollandais dans les eaux danoises. Jean meurt le 20 février 1513.
Durant son règne, et partiellement après également, Jean apparait comme le roi des roturiers. Sous cette apparence, il semble avoir été un roi réaliste et un calculateur politique zélé. De nombreux parallèles peuvent être tirés avec les rois Louis XI de France et Henri VII d'Angleterre.

## Généalogie
Jean Ier de Danemark appartient à la première branche de la Maison d'Oldenbourg. Cette lignée donna des rois à la Norvège, à la Suède et au Danemark ; elle s'éteignit en 1863 au décès de Frédéric VII.
Il naît le 2 février 1455 et est le fils de Christian Ier, à qui il succède, et de Dorothée de Brandebourg-Kulmbach, la fille du margrave de Brandebourg. Son nom, Jean, vient de son grand-père, Jean IV de Brandebourg-Külmbach. En 1478, il épouse Christine de Saxe, fille d'Ernest de Saxe et d'Élisabeth de Bavière.
Ils auront plusieurs enfants :
- Christian II, qui sera détrôné dès 1523 et dont le règne verra la fin de l'union de Kalmar ;
- Élisabeth de Danemark, qui épousera en 1502 Joachim Ier Nestor de Brandebourg ;
- François de Danemark ;
- Knud de Danemark.

Il était assez grand, large d’épaules, avec un visage rond et habillé assez simplement dans la vie de tous les jours.[non pertinent]